# Association Lionnes de Berrechid
LAssociation Lionnes de Berrechid est un club de football féminin marocain évoluant en Championnat marocain de troisième division. Le club est basé dans la ville de Berrechid.